# Moshé Prywes
Moshé Prywes (משה פריבס en hebreo) (Varsovia, 3 de enero de 1914 - marzo de 1998) fue un médico y profesor universitario israelí.

## Biografía
Nació en una ilustre familia en la que se inspiró Isaac Bashevis Singer para su novela La familia Moskat. Estudió Medicina en las universidades de Tours (de 1931 a 1933) y de Varsovia (de 1933 a 1939).
Al producirse la invasión alemana y soviética de Polonia en 1939 estuvo como médico del Ejército polaco. Fue hecho prisionero por el Ejército Rojo y deportado a un Gulag de Siberia donde estuvo 6 años encerrado.
Al recuperar la libertad trabajó en hospitales de Ucrania y de Gdańsk (de 1945 a 1946), y después dirigió en París los servicios médicos de la Obra de Socorro a la Infancia - OSE (Œuvre de secours aux enfants) (de 1947 a 1951).
En 1951 emigró a Israel y se incorporó a la clínica Hadassah de la Universidad Hebrea de Jerusalén, de la que fue vicedecano.
Fue el primer presidente de la Universidad del Néguev, donde fue profesor y ayudó a fundar la Escuela de Medicina, uno de cuyos centros lleva hoy su nombre.
Trabajó conjuntamente con los consejos nacionales de investigación y con la OMS. Escribió Investigación médica y biológica en Israel y una autobiografía titulada Prisionero de la esperanza· publicada en 1992. En 1990, fue galardonado con el Premio Israel de Ciencias de la Vida.
Fue una figura clave en la formulación y organización de la campaña contra la tinea capitis en Israel y en las comunidades judías en África del Norte. Prywes viajó al África del Norte en 1947 y, como resultado de sus hallazgos allí, formuló un comprensivo programa para la erradicación de enfermedades contagiosas entre aquellos que planeaban emigrar a Israel. Este programa fue llamado T.T.T., sigla de las tres principales enfermedades contra las cuales iba dirigido el programa: Tiña, Tracoma y Tuberculosis.